# Paide (Landgemeinde)
Paide war eine Landgemeinde im estnischen Kreis Järva mit einer Fläche von 300 km². Sie hatte bei ihrer Auflösung im Jahr 2017 1.663 Einwohner
Zur Gemeinde gehörten die Dörfer Anna, Eivere, Kirila, Korba, Kriilevälja, Mustla, Mustla-Nõmme, Mäeküla, Mäo, Mündi, Nurme, Nurmsi, Ojaküla, Otiku, Pikaküla, Prääma, Puiatu, Purdi, Sargvere, Seinapalu, Sillaotsa, Suurpalu, Sõmeru, Tarbja, Valgma, Veskiaru, Viraksaare und Võõbu. Der Verwaltungssitz befand sich in der Stadt Paide (deutsch: Weißenstein).

## Sehenswürdigkeiten
Die ursprüngliche Holzkapelle von Anna (deutsch: St. Annen) wurde 1650 errichtet. Die heutige Steinkirche an derselben Stelle stammt von 1780. Von 1767 bis 1824 war dort als Pastor David Gottlieb Glanström (1744–1824) tätig, einer der frühen Förderer estnischsprachiger Literatur.

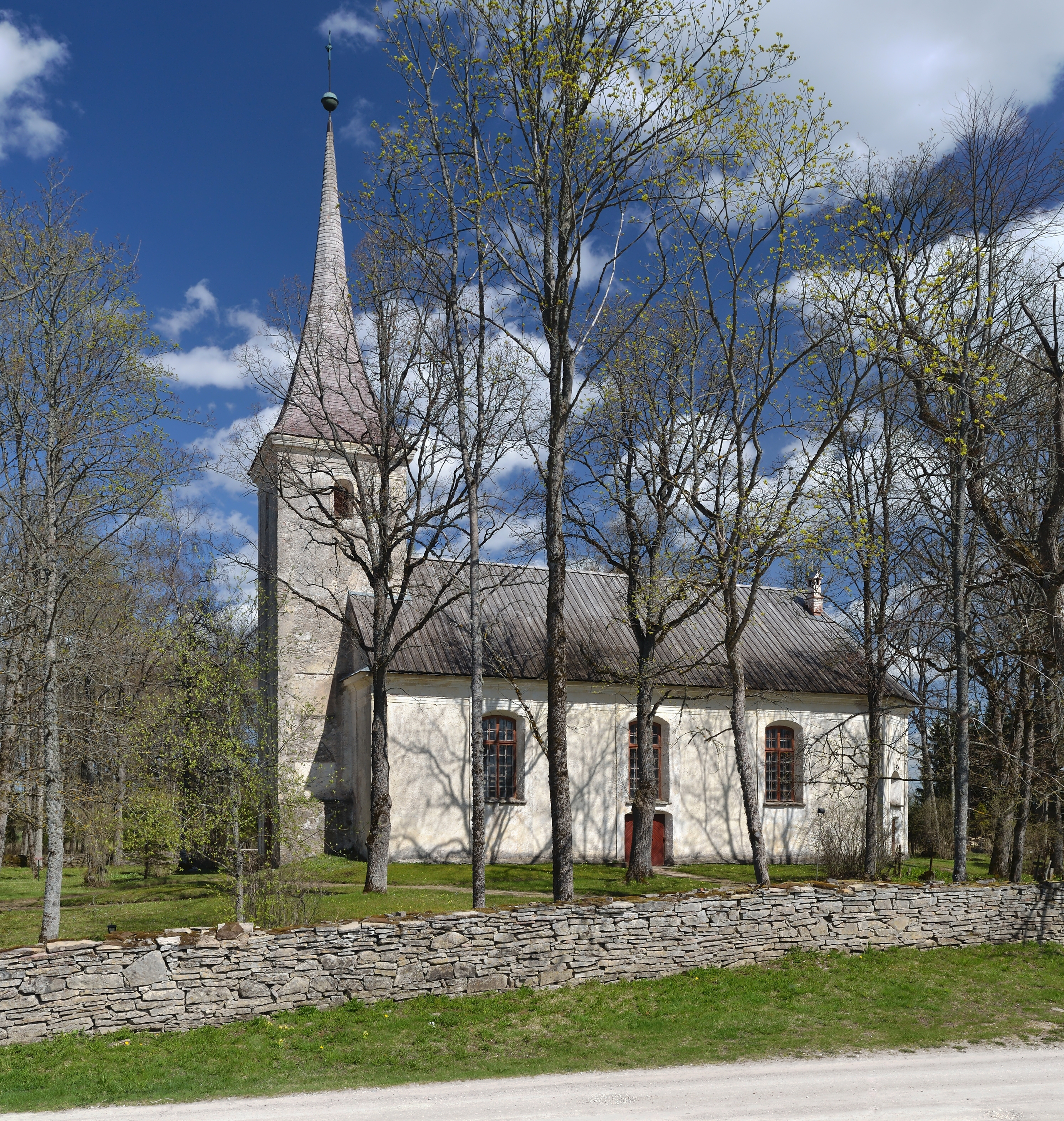
Anna
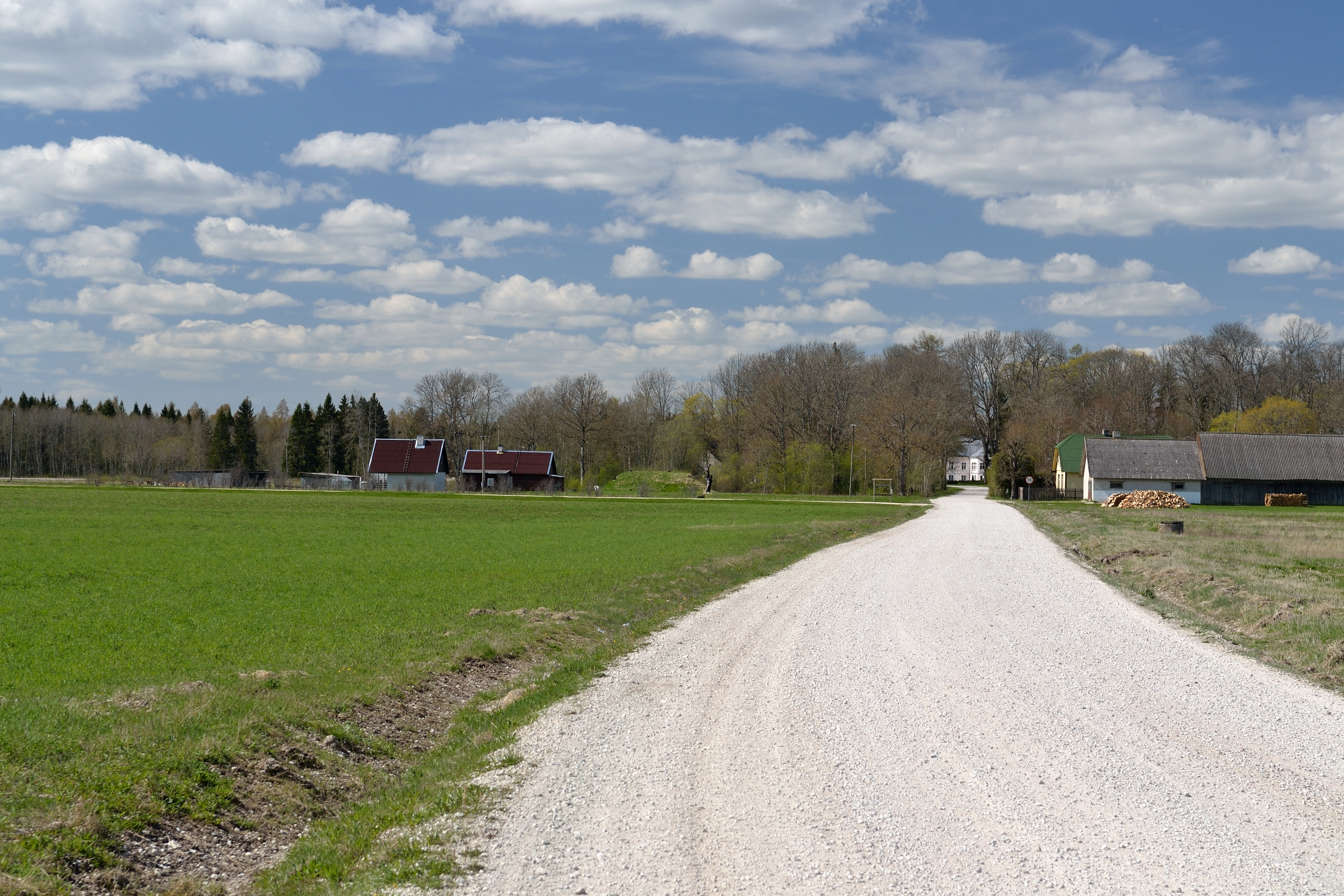
Eiavere
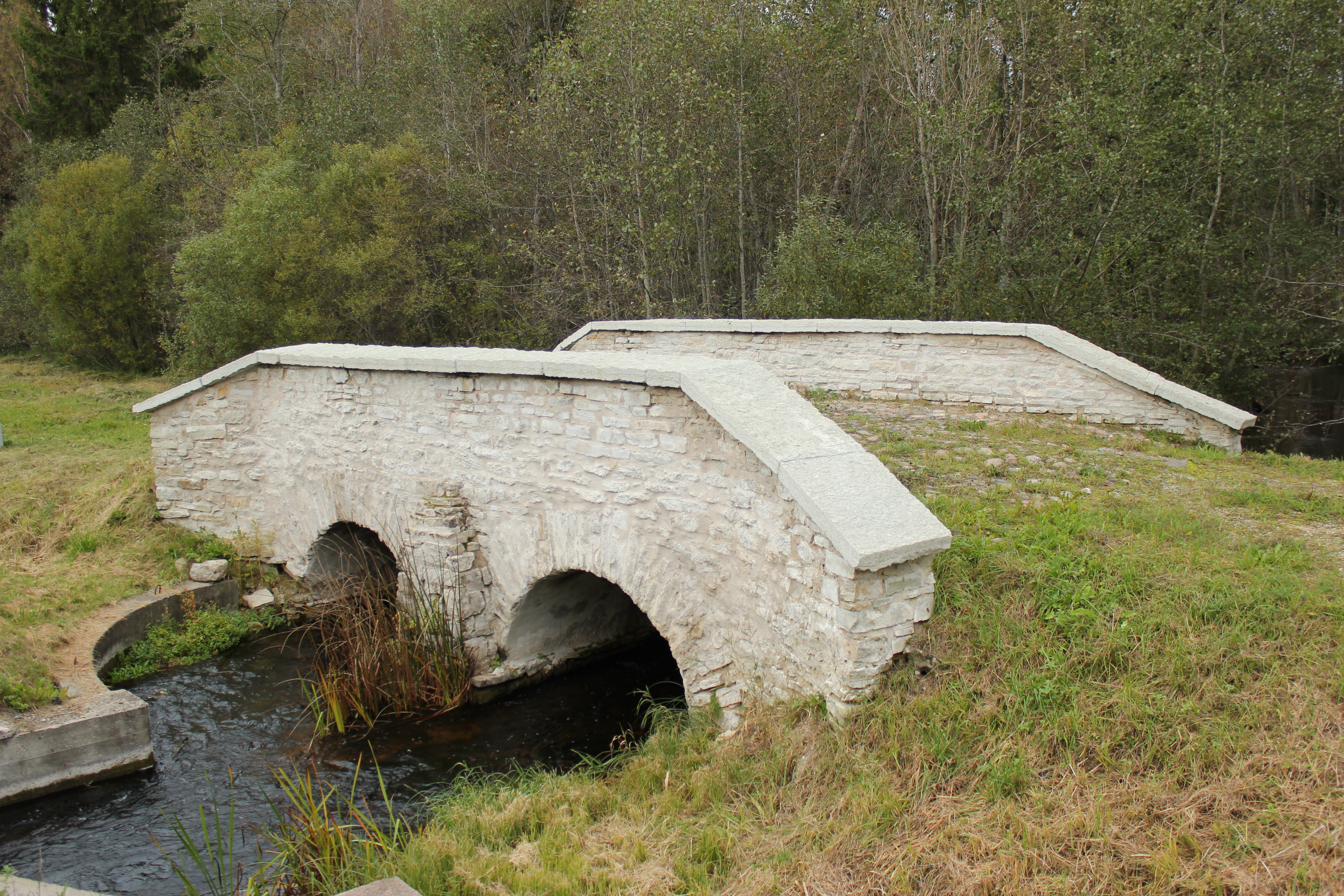
Kükita
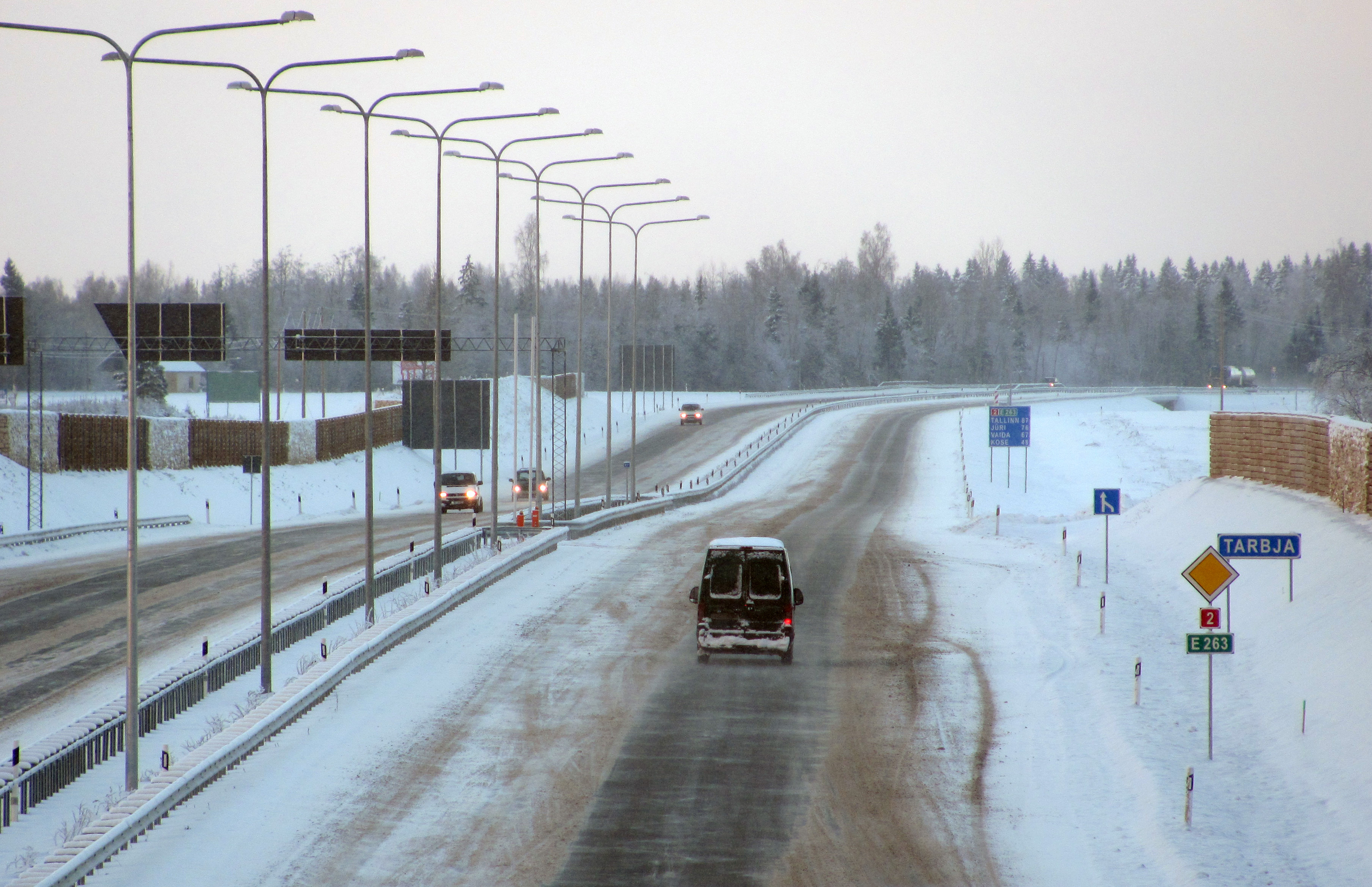
Mäo
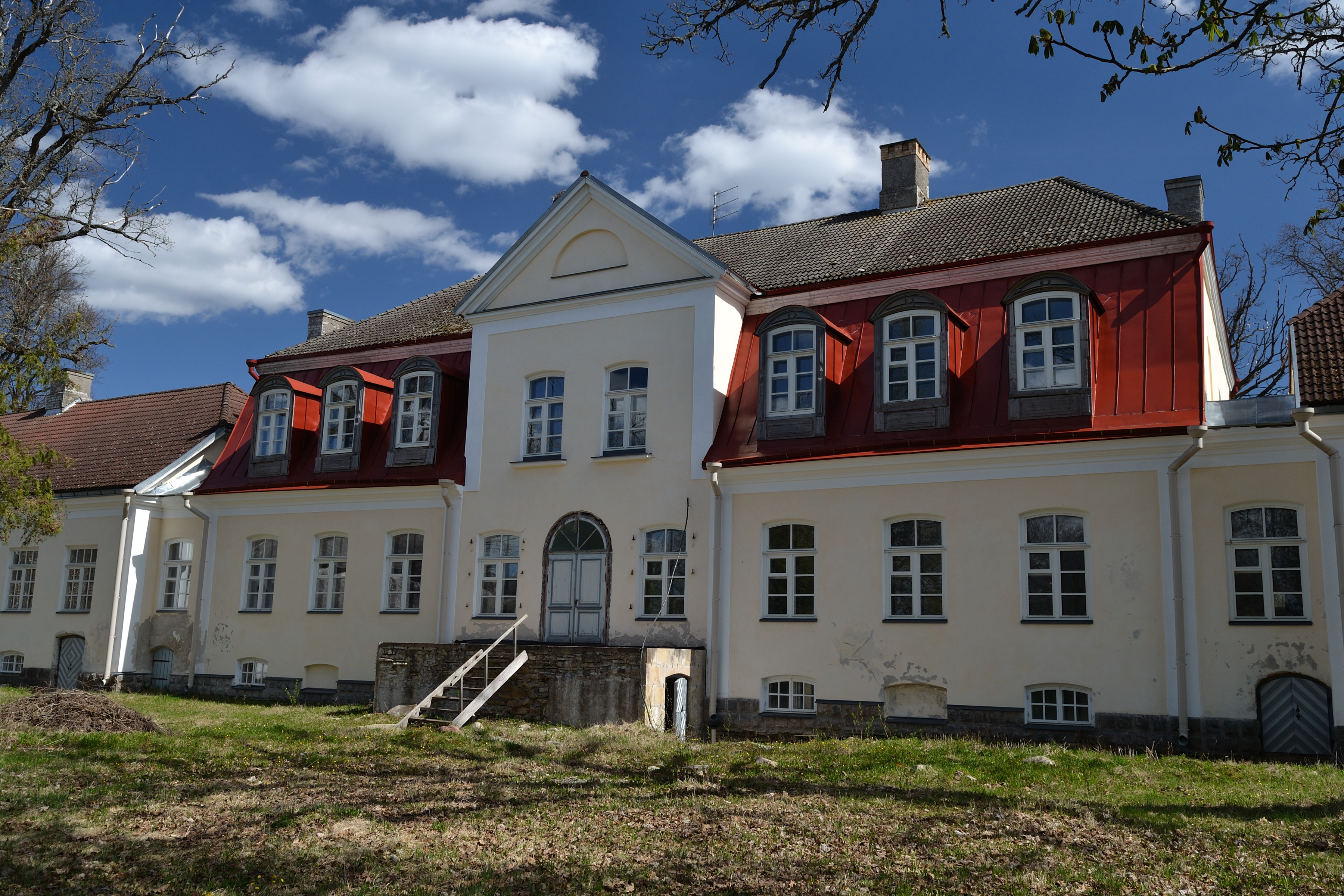
Purdi
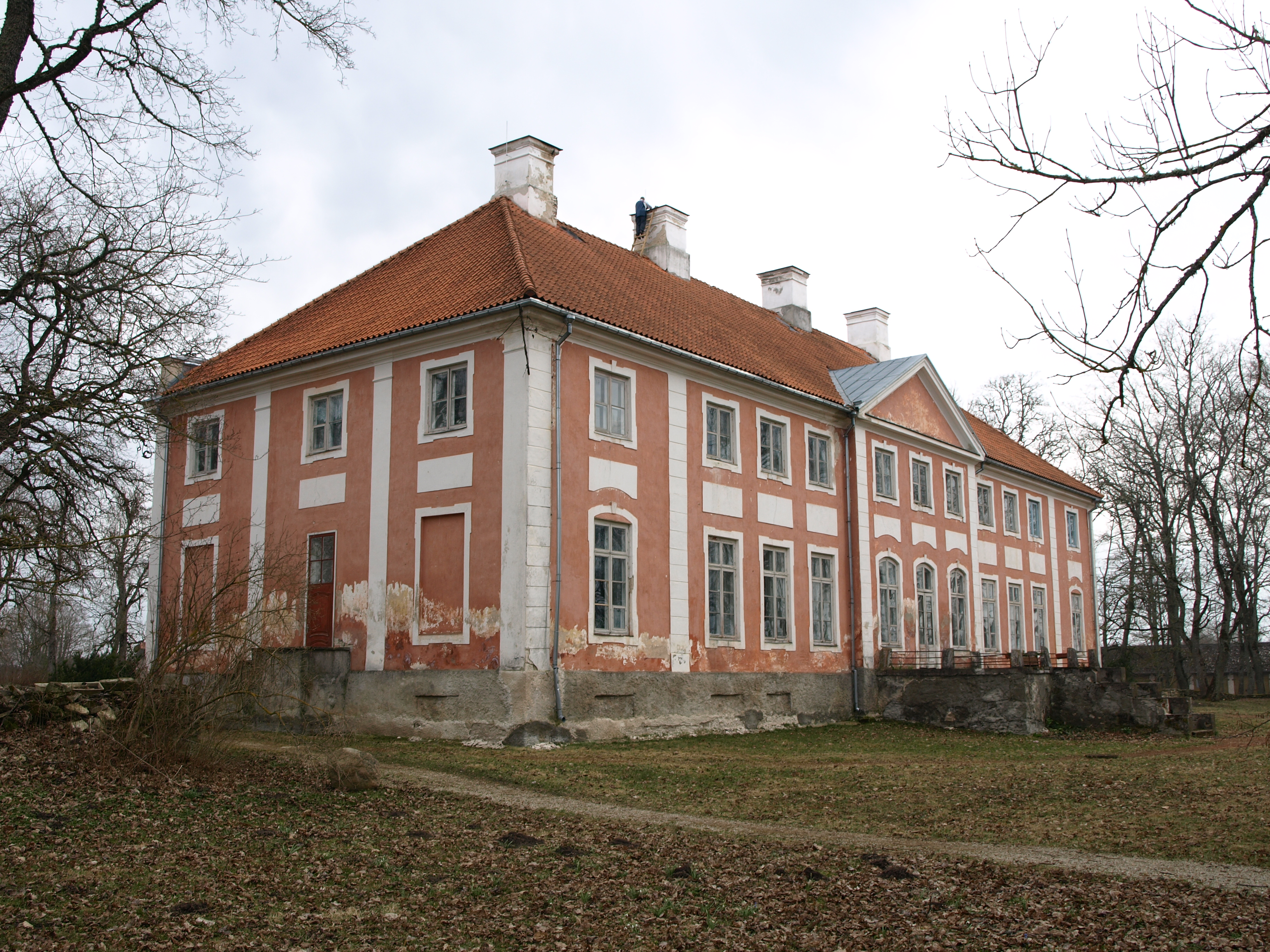
Sargvere

## Persönlichkeiten (Auswahl)
- Alexander von Ungern-Sternberg (1806–1868), Schriftsteller